# Carrhotus xanthogramma
Carrhotus xanthogramma è una specie di ragno del genere Carrhotus, appernente alla famiglia Salticidae.

## Distribuzione
Questa specie è diffusa nell'ecozona paleartica, in particolare in una porzione dell'Europa (Portogallo, Spagna, Francia, Regno Unito, Irlanda, Germania, Polonia, Ungheria, Austria, Svizzera, Slovenia, Croazia, Bosnia ed Erzegovina, Serbia, Macedonia del Nord, Romania, Bulgaria e Grecia), in Turchia, nel Caucaso, in Azerbaigian, Afghanistan, Russia, Cina, Mongolia, Corea del Sud e Giappone.

## Descrizione

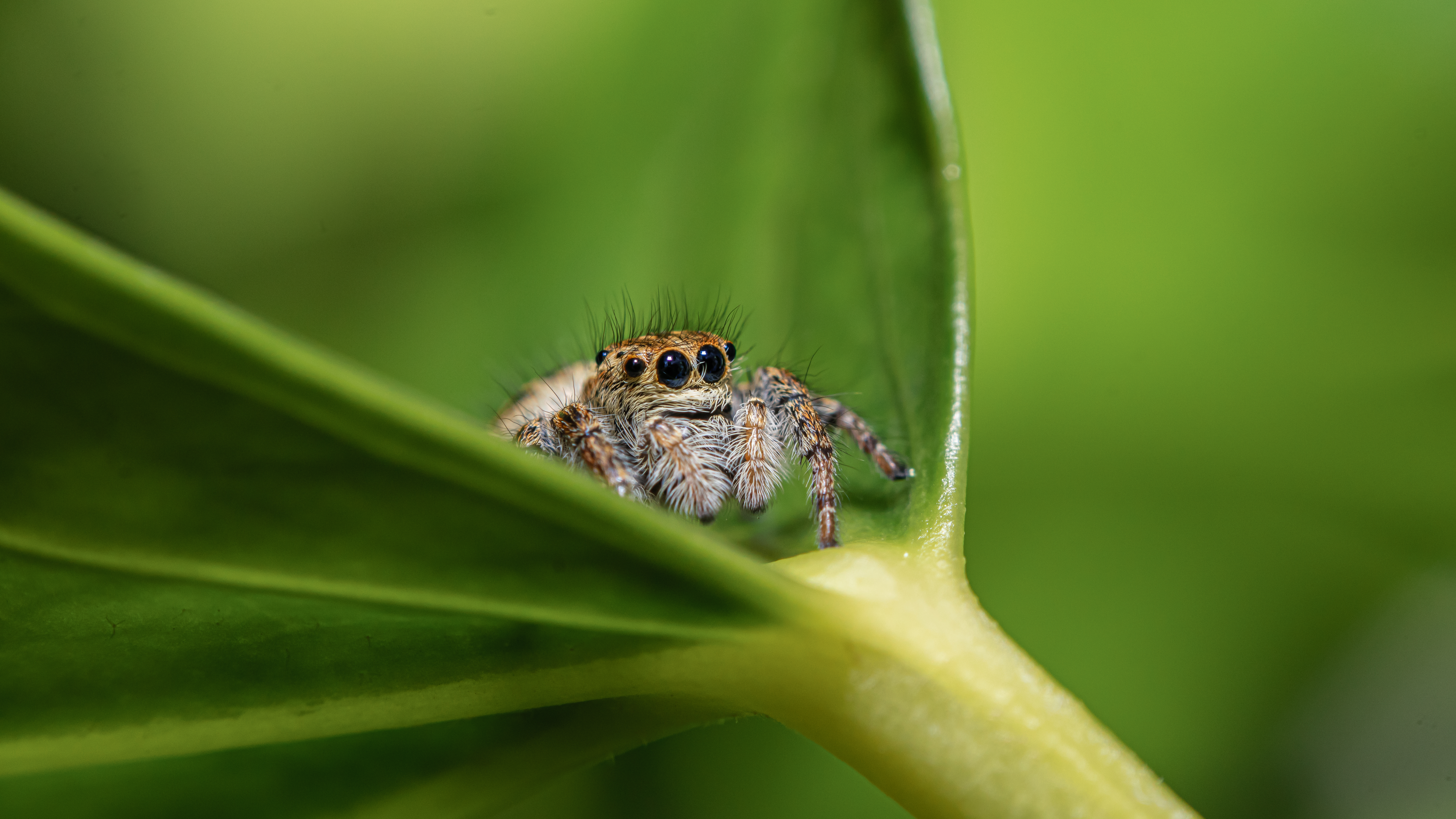
Un esemplare femmina di C. xanthogramma.

I maschi di questa specie raggiungono approssimativamente i 5,1-7,1 mm di lunghezza, mentre le femmine possono arrivare a 7,1-9,0 mm. In entrambi i casi presentano una fitta copertura di setae.
Il dimorfismo sessuale in questa specie è abbastanza evidente: i maschi sono più piccoli delle femmine e presentano un cefalotorace nero brillante e un addome peloso, appiattito e affusolato di colore rosso-arancio. Le zampe sono nere e possono presentare anelli tendenti all'arancione; i pedipalpi sono ricoperti di peli neri.
Il corpo della femmina è perlopiù brunastro con macchie marroni scure. È presente un'area giallastra nella parte frontale della testa. L'addome è ovale e leggermente affusolato, giallastro con striature brunastre strette e scure. Le zampe hanno una colorazione ad anelli gialli e brunastri, mentre i pedipalpi sono marroni con lunghi peli bianchi.